# Mokhtar Hammami
Mokhtar Hammami (arabe : مختار الهمامي) est un homme politique tunisien. Il est ministre des Affaires locales et de l'Environnement dans le gouvernement de Youssef Chahed, de novembre 2018 à février 2020.

## Biographie
Mokhtar Hammami occupe plusieurs postes administratifs : il est directeur général des collectivités locales du ministère de l'Intérieur, directeur des finances locales au ministère du Développement régional et de la Planification et, en 2012, directeur général du Centre de formation et de soutien à la décentralisation.
Il est ensuite directeur général des collectivités locales avant d'être nommé président de l'Instance de prospective et d'accompagnement du processus de décentralisation au ministère des Affaires locales et de l'Environnement.
Le 5 novembre 2018, c'est à l'occasion d'un remaniement ministériel que le chef du gouvernement Youssef Chahed le nomme ministre des Affaires locales et de l'Environnement. Il est notamment chargé de la mise en place du Code des collectivités.